# Campeonato Mundial de Halterofilismo de 2011 - Até 62 kg masculino
A categoria até 62 kg masculino foi um evento do Campeonato Mundial de Halterofilismo de 2011, disputado na Disneyland Resort Paris, em Paris, na França, entre 5 e 6 de novembro de 2011. 

## Calendário
Horário local (UTC+1)
| Dia           | Horário | Fase    |
| ------------- | ------- | ------- |
| 5 de novembro | 22:00   | Grupo D |
| 6 de novembro | 10:30   | Grupo C |
| 6 de novembro | 14:30   | Grupo B |
| 6 de novembro | 20:00   | Grupo A |

## Medalhistas
| Evento    | Ouro             | Ouro   | Prata                 | Prata  | Bronze                | Bronze |
| --------- | ---------------- | ------ | --------------------- | ------ | --------------------- | ------ |
| Arranque  | Kim Un-guk (PRK) | 150 kg | Zhang Jie (CHN)       | 145 kg | Bünyamin Sezer (TUR)  | 141 kg |
| Arremesso | Zhang Jie (CHN)  | 176 kg | Eko Yuli Irawan (INA) | 171 kg | Kim Un-guk (PRK)      | 170 kg |
| Total     | Zhang Jie (CHN)  | 321 kg | Kim Un-guk (PRK)      | 320 kg | Eko Yuli Irawan (INA) | 310 kg |

## Recordes
Antes desta competição, o recorde mundial da prova era o seguinte:
| Recorde         | Tipo      | Atleta            | Peso   | Local    | Data                 |
| Recorde Mundial | Arranque  | Shi Zhiyong (CHN) | 153 kg | Esmirna  | 28 de junho de 2002  |
| Recorde Mundial | Arremesso | Le Maosheng (CHN) | 182 kg | Busan    | 2 de outubro de 2002 |
| Recorde Mundial | Total     | Zhang Jie (CHN)   | 326 kg | Kanazawa | 28 de abril de 2008  |

## Resultado
Os resultados foram os seguintes. 
| Pos.              | Atleta                    | Grupo | Peso  | Arranque (kg) | Arranque (kg) | Arranque (kg) | Arranque (kg)     | Arremesso (kg) | Arremesso (kg) | Arremesso (kg) | Arremesso (kg)    | Total |
| Pos.              | Atleta                    | Grupo | Peso  | 1             | 2             | 3             | Resultado         | 1              | 2              | 3              | Resultado         | Total |
| ----------------- | ------------------------- | ----- | ----- | ------------- | ------------- | ------------- | ----------------- | -------------- | -------------- | -------------- | ----------------- | ----- |
| Medalha de ouro   | Zhang Jie (CHN)           | A     | 61.90 | 140           | 145           | 147           | Medalha de prata  | 172            | 176            | 176            | Medalha de ouro   | 321   |
| Medalha de prata  | Kim Un-guk (PRK)          | A     | 61.87 | 140           | 145           | 150           | Medalha de ouro   | 161            | 170            | 175            | Medalha de bronze | 320   |
| Medalha de bronze | Eko Yuli Irawan (INA)     | A     | 61.98 | 135           | 139           | 139           | 4                 | 165            | 171            | 173            | Medalha de prata  | 310   |
| 4                 | Óscar Figueroa (COL)      | A     | 61.91 | 135           | 138           | 140           | 6                 | 170            | 170            | 175            | 4                 | 308   |
| 5                 | Ümürbek Bazarbaýew (TKM)  | A     | 61.90 | 134           | 134           | 135           | 8                 | 160            | 168            | 173            | 5                 | 303   |
| 6                 | Cha Kum-chol (PRK)        | A     | 61.34 | 133           | 133           | 138           | 5                 | 155            | 160            | 162            | 10                | 298   |
| 7                 | Ji Hun-min (KOR)          | A     | 61.80 | 132           | 136           | 136           | 7                 | 161            | 161            | 170            | 9                 | 297   |
| 8                 | Diego Salazar (COL)       | A     | 61.74 | 127           | 131           | 133           | 9                 | 157            | 157            | 163            | 6                 | 294   |
| 9                 | Bünyamin Sezer (TUR)      | A     | 61.99 | 133           | 140           | 141           | Medalha de bronze | 153            | 157            | 160            | 15                | 294   |
| 10                | Hurşit Atak (TUR)         | A     | 61.93 | 127           | 133           | 134           | 12                | 163            | 172            | 175            | 7                 | 290   |
| 11                | Muhammad Hasbi (INA)      | B     | 61.91 | 125           | 125           | 132           | 13                | 150            | 160            | 162            | 8                 | 287   |
| 12                | Jesús López (VEN)         | B     | 61.97 | 120           | 125           | 125           | 14                | 151            | 156            | 160            | 14                | 281   |
| 13                | Daniýar Ysmaýylow (TKM)   | B     | 61.68 | 127           | 127           | 127           | 10                | 145            | 151            | 151            | 18                | 278   |
| 14                | Manuel Minginfel (FSM)    | C     | 61.77 | 112           | 117           | 122           | 18                | 151            | 156            | 160            | 12                | 278   |
| 15                | Ghenadie Dudoglo (MDA)    | B     | 61.86 | 123           | 127           | 130           | 11                | 145            | 150            | 153            | 22                | 277   |
| 16                | Masakazu Ioroi (JPN)      | B     | 61.68 | 123           | 123           | 126           | 15                | 147            | 150            | 152            | 16                | 275   |
| 17                | Withawat Kritphet (THA)   | B     | 61.76 | 122           | 122           | 126           | 17                | 152            | 157            | 157            | 17                | 274   |
| 18                | Marius Gîscan (ROU)       | B     | 61.98 | 111           | 111           | 115           | 29                | 155            | 159            | 161            | 11                | 274   |
| 19                | Iurie Dudoglo (MDA)       | B     | 61.79 | 123           | 123           | 126           | 16                | 150            | 150            | 150            | 21                | 273   |
| 20                | Pongpisut Napoom (THA)    | B     | 61.85 | 116           | 116           | 116           | 24                | 150            | 156            | 156            | 13                | 272   |
| 21                | Yoichi Itokazu (JPN)      | C     | 61.65 | 116           | 119           | 121           | 19                | 150            | 152            | 152            | 20                | 271   |
| 22                | Aricco Jumitih (MAS)      | C     | 61.64 | 115           | 119           | 121           | 22                | 145            | 150            | 157            | 19                | 269   |
| 23                | Ruslan Alpanov (UZB)      | B     | 61.80 | 120           | 124           | 125           | 21                | 145            | 152            | 152            | 27                | 265   |
| 24                | Kévin Caesemaeker (FRA)   | C     | 61.89 | 116           | 119           | 121           | 20                | 140            | 144            | 147            | 28                | 265   |
| 25                | Rustam Sarang (IND)       | C     | 61.96 | 115           | 115           | 120           | 28                | 144            | 149            | 152            | 23                | 264   |
| 26                | Arthouros Akritidis (GRE) | C     | 61.21 | 110           | 115           | 117           | 25                | 145            | 150            | 150            | 24                | 260   |
| 27                | Karem Ben Hnia (TUN)      | C     | 61.50 | 115           | 120           | 120           | 26                | 145            | 150            | 150            | 26                | 260   |
| 28                | Acorán Hernández (ESP)    | D     | 61.73 | 111           | 116           | 118           | 23                | 135            | 140            | 144            | 30                | 258   |
| 29                | Daniel Koum (AUS)         | C     | 61.41 | 112           | 115           | 117           | 31                | 140            | 145            | 145            | 25                | 257   |
| 30                | Iván García (ESP)         | D     | 61.62 | 110           | 115           | 118           | 27                | 135            | 140            | 144            | 29                | 255   |
| 31                | Calogero Guarnaccia (ITA) | C     | 61.50 | 113           | 116           | 116           | 30                | 135            | 140            | 140            | 32                | 248   |
| 32                | Vaipava Nevo Ioane (ASA)  | D     | 61.59 | 100           | 105           | 110           | 32                | 130            | 135            | 140            | 33                | 245   |
| 33                | Michal Beláň (SVK)        | D     | 61.72 | 107           | 107           | 112           | 34                | 133            | 137            | 140            | 31                | 244   |
| 34                | Tuau Lapua Lapua (TUV)    | D     | 61.88 | 100           | 105           | 110           | 33                | 125            | 130            | 135            | 34                | 240   |
| 35                | Stevick Patris (PLW)      | D     | 61.68 | 100           | 105           | 105           | 35                | 125            | —              | —              | 35                | 225   |
| DSQ               | Nizom Sangov (TJK)        | D     | 61.99 | 110           | 115           | 115           | —                 | 130            | 135            | 135            | —                 | —     |